# Děti Ameriky
Děti Ameriky (Kids in America) je film z roku 2005 režírován Joshem Stolbergem.

## Obsazení
Gregory Smith – Holden Donovan

Stephanie Sherrin – Charlotte Pratt

Chris Morris – Chuck McGinn

Caitlin Wachs – Katie Carmichael

Nicole Camille Richie – Kelly Stepford

Samantha Mathis – Jennifer Rose

Julie Bowen – Principal Weller

Malik Yoba – Will Drucker

Alex Anfanger– Lawrence Reitzer

## Shrnutí
Příběh je založen na skutečných událostech. Děti Ameriky je teenagerská komedie o odlišných skupinách žáků střední školy, kteří se spojili dohromady a protestují proti ředitelčinu porušení jejich svobodného projevu.
Holden Donovan je otrávený ředitelkou Wellerovou, která chce, aby studenti přestali uplatňovat svá práva na svobodné vyjádření. Vyloučila dívku za rozdávání kondomů a zastávání chráněného sexu na národním dni chráněného sexu a dočasně přerušila výuku dvou chlapců, kteří se líbali na chodbě.